# 孫喬科拉爾

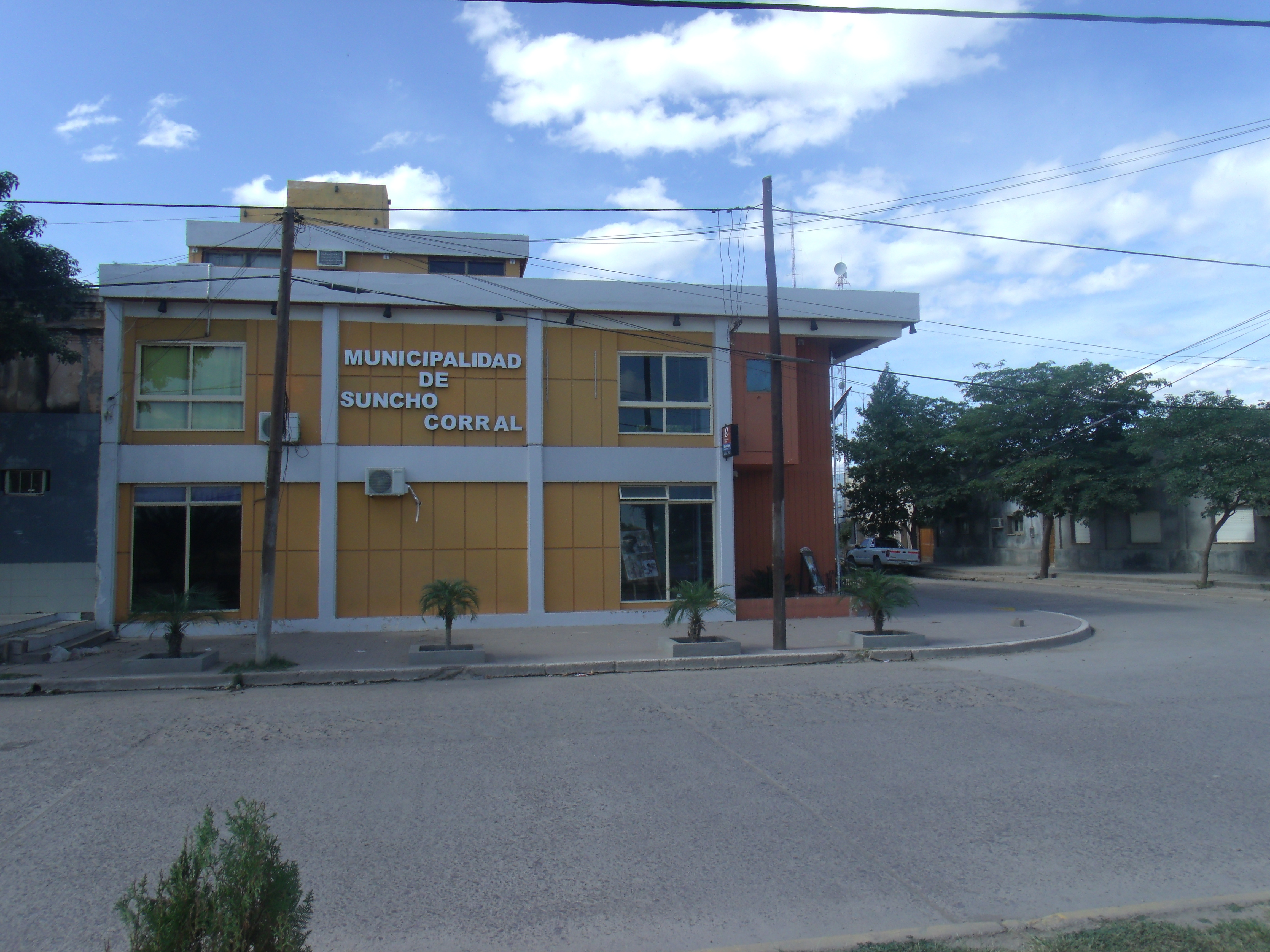

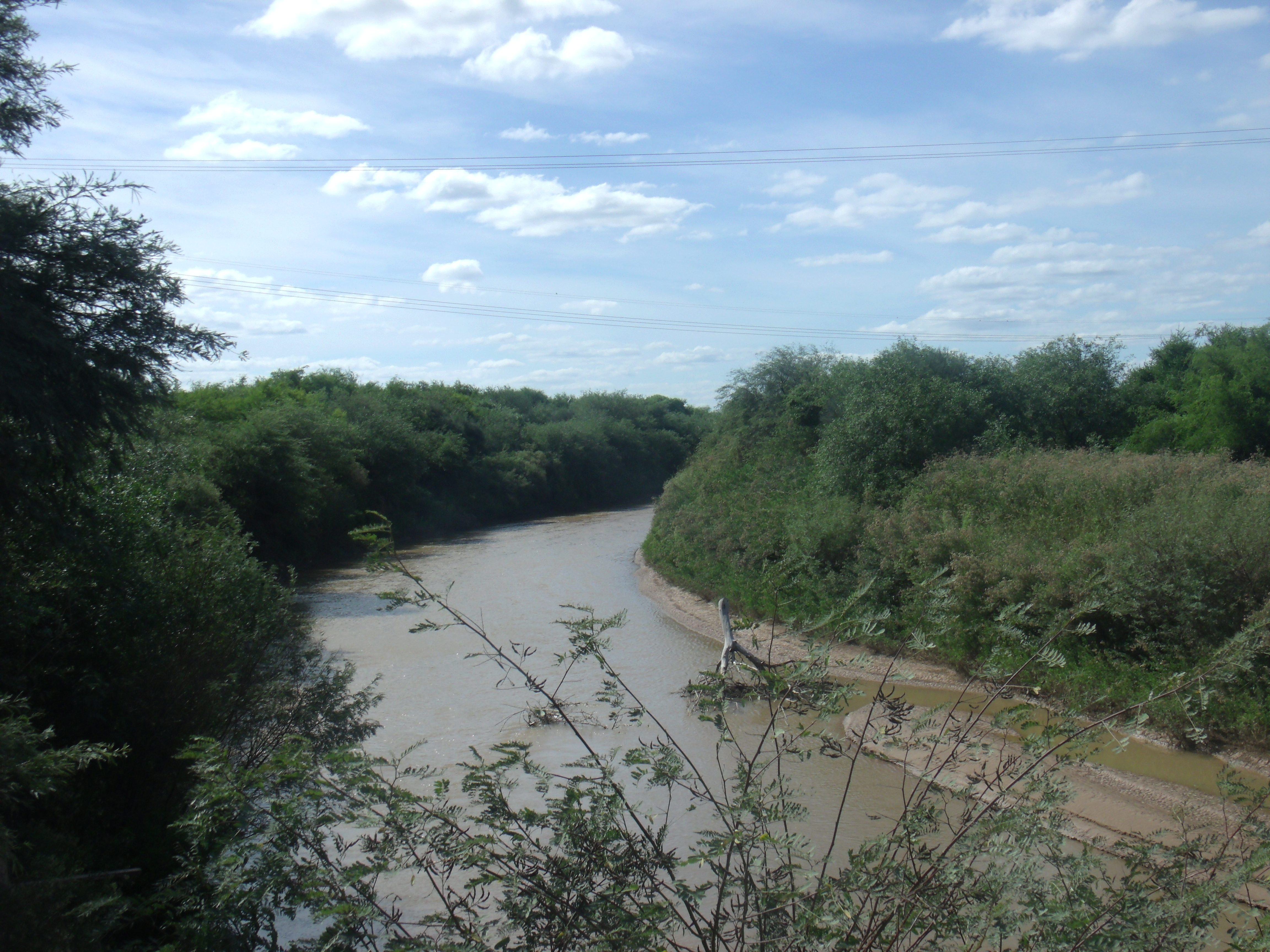

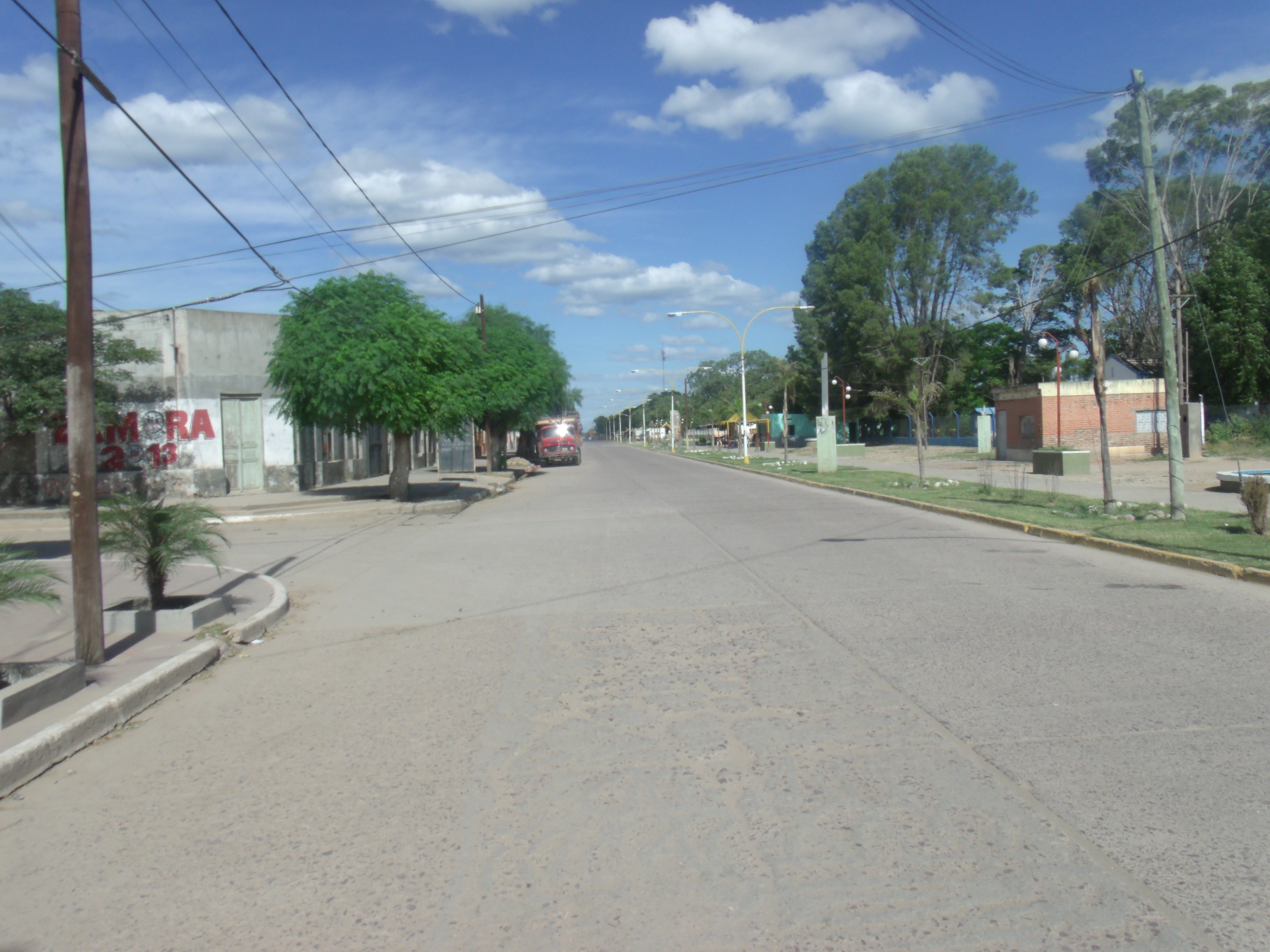

## 歷史
- 孫喬科拉爾曾經是原住民的居住地，後來在西班牙殖民時期成為一個重要的農業和牧場區域。
- 這裡有許多歷史遺跡和古老的建築，展示了當地豐富的文化遺產。

## 自然景觀
- 孫喬科拉爾擁有壯麗的自然風光，包括山脈、河流和草原。
- 該地區有許多自然保護區和公園，是徒步旅行、野營和觀鳥的理想場所。

## 社區和文化
- 當地社區以其熱情和好客著稱，經常舉辦各種文化活動和節慶。
- 孫喬科拉爾的居民致力於保護和傳承當地的歷史和自然資源。

## 經濟活動
- 該地區的經濟主要依賴農業、畜牧業和旅遊業。
- 當地市場和農貿市場提供新鮮的農產品和手工製品，吸引了許多遊客。

孫喬科拉爾（西班牙語：Suncho Corral），是阿根廷的城鎮，位於該國北部聖地亞哥-德爾埃斯特羅省，是胡安費利佩伊瓦拉縣的首府，該地區的地震活動頻繁和低強度，2001年人口6,087。